# Rangiranje filmova po sustavu Američke filmske asocijacije
Rangiranje filmova po sustavu Američke filmske asocijacije (Motion Picture Association of America, skraćeno MPAA) koristi se u Sjedinjenim Državama kako bi se odredilo je li sadržaj filma prigodan za pojedinu dob publike. To je jedan od mnogih sustava rangiranja filmova koji se koristi kako bi pomogao gledateljima u odlučivanju filmova koji nisu pogodni za djecu ili adolescente.
Ovo je najpoznatiji sustav rangiranja u SAD-u za klasifikaciju potencijalno uvredljivog sadržaja, ali se uglavnom ne koristi izvan filmske industrije, jer je MPAA registrirala svaki rang. Ovaj sustav je kritiziran zbog svoje tajnovitosti i zbog toga što je cenzura izraženija za scene seksa nego za scene nasilja.

## Rangiranje
Trenutne MPAA oznake su:
| Oznaka              | Tekst |
| ------------------- | --- |
| G rating symbol     | G - General Audiences Pogodno za sve uzraste                                                                                              |
| PG rating symbol    | PG - Parental Guidance Suggested Preporučuje se prisustvo roditelja jer materijal možda nije prigodan za djecu.                           |
| PG-13 rating symbol | PG-13 - Parents Strongly Cautioned Preporučuje se strogi nadzor roditelja, jer materijal možda nije prigodan za djecu mlađu od 13 godina. |
| R rating symbol     | R - Restricted Nije dozvoljeno prikazivanje djeci mlađoj 17 godina bez pratnje roditelja.                                                 |
| Nc-17 rating symbol | NC-17 Nije dozvoljeno prikazivanje djeci mlađoj 17 godina.                                                                                |

Ako film nije poslan na rangiranje, koristi se oznaka NR (Not Rated). Međutim, NR nije službena klasifikacija Američke filmske asocijacije. Filmovi koje MPAA nije rangirala, a za koje se očekuje da će biti rangirani često se reklamiraju uz tekst "This Film is Not Yet Rated" (Ovaj film još uvijek nije rangiran) ili, rjeđe, "Rating Pending" (Rangiranje u tijeku).

## Vanjske poveznice
- MPAA Film Ratings website  Arhivirana inačica izvorne stranice od 18. svibnja 2013. (Wayback Machine)
- How the MPAA rating works  Arhivirana inačica izvorne stranice od 8. ožujka 2008. (Wayback Machine)
- Searchable Ratings Database